# Museo diocesano (Pinerolo)
Il Museo diocesano di Pinerolo (provincia di Torino), istituito nel 1997 e allestito nel Palazzo vescovile, narra la storia della diocesi di Pinerolo fondata nel 1748 da papa Benedetto XIV.

## Opere
Il museo raccoglie sculture lignee (XVIII - XIX secolo), arredi sacri, paramenti liturgici ed ex voto e provenienti dalla cattedrale di San Donato e da altre chiese del territorio diocesano.
In particolare sono esposti: 
- affreschi strappati (XIV secolo);
- disegni e bozzetti (XIX - XX secolo) della scuola di Enrico Reffo;
- cartoni per i dipinti murali (1946 - 1966) di Michele Baretta.